# Дипломатичний словник
Дипломатичний словник (рос. Дипломатический словарь) — довідник, що містить великий науково-довідковий матеріал з дипломатії та міжнародних відносин. Видавався у СРСР упродовж 1948—1986 років російською мовою.

## Анотація
Словник дає відомості про міжнародні конгреси та конференції, викладає зміст договорів, конвенцій, декларацій та інших дипломатичних актів, пояснює основні поняття в галузі міжнародного права, що мають безпосереднє відношення до питань зовнішньої політики та дипломатії, містить короткі дані про визначних дипломатів та державних діячів різних країн. Значне місце займають статті, які знайомлять читача з дипломатичною службою, функціями, правами та обов'язками дипломатів, з консульською службою.
Особливу увагу приділено питанням зовнішньої політики та дипломатії СРСР.

## Видання
Словник мав чотири видання.
Перше видання вийшло у 1948—1950 роках під редакцією А. Я. Вишинського та С. А. Лозовського і складалося з двох томів: перший том вийшов у 1948 році, другий — у 1950 році.
Друге видання вийшло у 1960—1964 роках під редакцією А. А. Громико, С. О. Голунського та В. М. Хвостова у трьох томах: перший том вийшов у 1960 році, другий — у 1961 році та третій — у 1964 році.
Третє видання вийшло у 1971—1973 роках під редакцією А. А. Громико, І. М. Земськова та В. М. Хвостова у трьох томах: перші два томи вийшли у 1971 році, третій — у 1973 році.
Четверте видання вийшло у 1984—1986 роках під редакцією А. А. Громико, А. Г. Ковальова, П. П. Севостьянова та С. Л. Тихвинського у трьох томах: перший том вийшов у 1984 році, другий — у 1985 році та третій — у 1986 році.